# Truncus brachiocephalicus
De truncus brachiocephalicus  of arm-hoofdslagader is een slagader uit het mediastinum die de rechterarm, nek en hoofd van bloed voorziet.
Het is de eerste slagader die uit de aortaboog ontspringt, en hij splitst zich al snel op in de arteria carotis communis dextra en de arteria subclavia dextra.
Er is geen truncus brachiocephalicus aan de linkerzijde. Links komen de arteria carotis communis sinistra en de arteria subclavia sinistra direct uit de aortaboog.

## Afbeeldingen

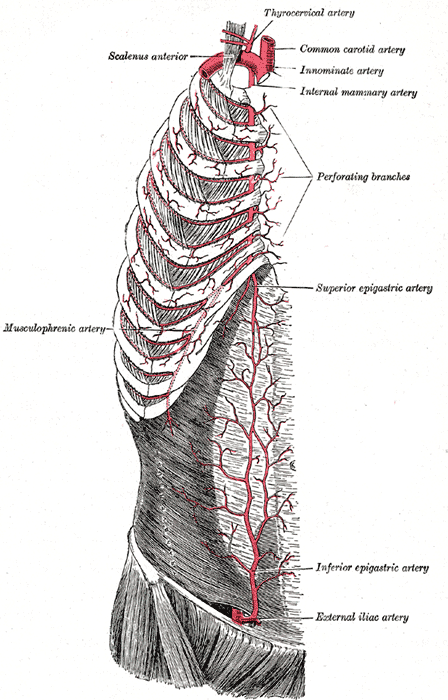
Truncus brachiocephalicus, hier "Innominate artery" genoemd.
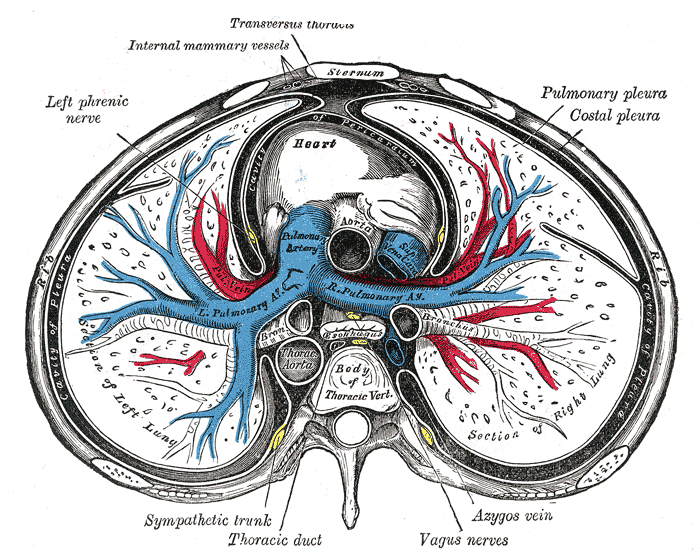
Doorsnede van de thorax.
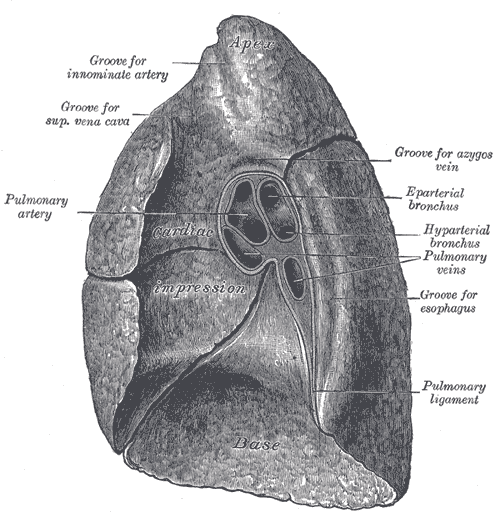
Mediastinale oppervlakte van de rechterlong.
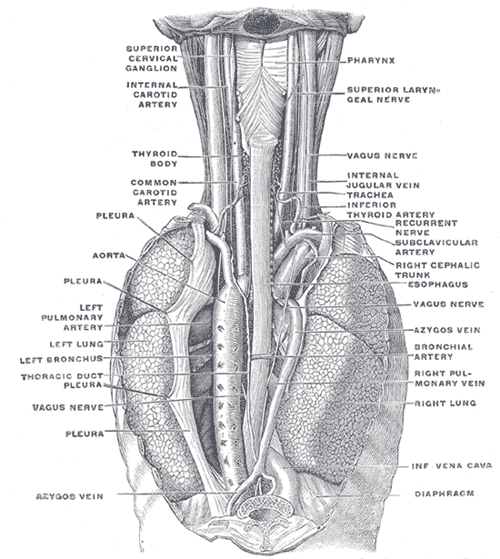
De slokdarm ten opzichte van de cervicale regio en het mediastium, vanuit achter bekeken.